# Acanthastrea lordhowensis
Acanthastrea lordhowensis là một loài san hô trong họ Mussidae. Loài này được Veron & Pichon mô tả khoa học năm 1982.